# الاتحاد الأمريكي لكيميائيي النسيج وملونيه
الاتحاد الأمريكي لكيميائييّ وملونيّ النسيج (بالإنجليزية: The American Association of Textile Chemists and Colorists)‏ هي منظمة لكيميائيي وملوني النسيج. وهي منظمة غير ربحية، مؤسسة عام 1921 م من قبل(Louis Olney) لويس أولني.
لهذه المنظمة عدة فروع في عدة مقاطعات أمريكية وفي الهند. تنشر المنظمة مجلة شهرية(AATCC Review)ـ. تحتوي هذه المجلة على مقالات علمية ذات أهمية للمهتمين من أعضائها.
تنشر مع شريكتها جمعية الصباغين والملونين مجلد فهرس الألوان.